# Ian Duncan (Politiker)

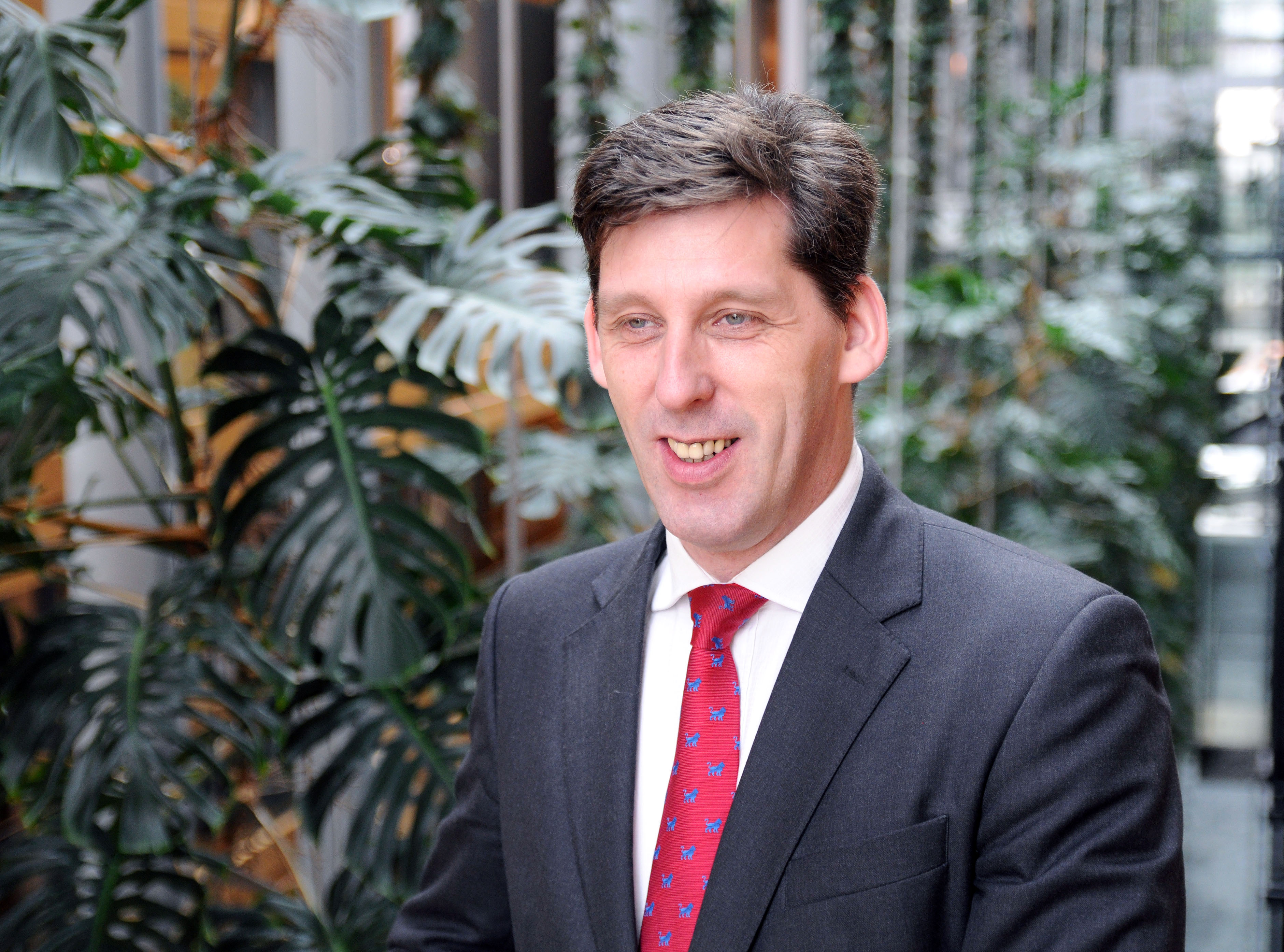
Ian Duncan (2015)

Ian Duncan, Baron Duncan of Springbank (* 13. Februar 1973) ist ein britischer Politiker der Conservative Party aus Schottland.

## Leben
Duncan wuchs in Alyth, Perthshire auf und besuchte dort die Alyth High School. Er studierte Geologie an der University of St. Andrews und erlangte an der University of Bristol den Doktorgrad (PhD) im Fachbereich Paläontologie. Vor Beginn seiner politischen Karriere war Duncan für BP tätig, für die Scottish Fishermen’s Federation und den Scottish Refugee Council. Von 2005 bis 2011 arbeitete er als Leiter des EU-Büros im Schottischen Parlament und von 2014 bis 2017 war er Abgeordneter im Europäischen Parlament. Dort war er Mitglied im Ausschuss für Umweltfragen, öffentliche Gesundheit und Lebensmittelsicherheit sowie stellvertretender Vorsitzender in der Delegation für die Beziehungen zu den Ländern Südasiens.
Bei den vorgezogenen Unterhauswahlen 2017 kandidierte Duncan im Wahlkreis Perth and North Perthshire. Mit einer Differenz von nur 21 Stimmen unterlag er am Wahltag dem amtierenden SNP-Politiker Pete Wishart.
Seit Juli 2017 ist Duncan Mitglied im House of Lords.